# イチビ
イチビ（莔麻、学名：Abutilon theophrasti）は、アオイ科イチビ属（アブチロン属）の一年草。インド、西アジア原産。別名にキリアサ（桐麻）、ハクマ（白麻）ボウマ（莔麻）など。かつては繊維植物などの用途で広く栽培されたが、現在では利用法の多くが廃れ、もっぱら畑地に害を与える雑草として知られる。

## 特徴

### 形態
高さは1.5mから時に2.5mに達し、全体に異臭がある。葉は互生して長い葉柄を持ち、長さ8～10cmの心臓形で、縁には浅い波状鋸歯がある。株全体に白く短い軟毛が生えるが、特に葉の裏面に密生しビロードのような手触りがある。夏から秋にかけて径2cmほどの黄色の花が葉腋から上向きに咲く。果実は半球形で径2cmほど、12～16の分果が環状に並んでおり、各分室に3～5個の種子が入る。熟すると縦に裂ける。腎臓型の種子は黒色で長径3.5mmほど、毛が密生する。種の皮は硬いため20年以上にわたって発芽能力を保持する。そのため、一度種子が土壌に撒かれると長期間イチビの発生に悩まされることとなる（シードバンク）。

### 分布
インド、西アジア原産。現在ではアジア、南ヨーロッパ、北アフリカ、オーストラリア、北アメリカなど、世界の熱帯～亜寒帯に広く外来種として帰化している。日本には中国を経由して古代に伝来し繊維植物として利用されていたと考えられ、江戸時代には栽培の記録もあるが、古代から栽培されていた種と、現在日本全国に帰化植物として定着している種とは遺伝的に別系統である可能性が指摘されている（後述）。侵入植物としてのイチビは、日本では1905年に初めて定着が確認され、現在はほぼ日本全国に分布する。

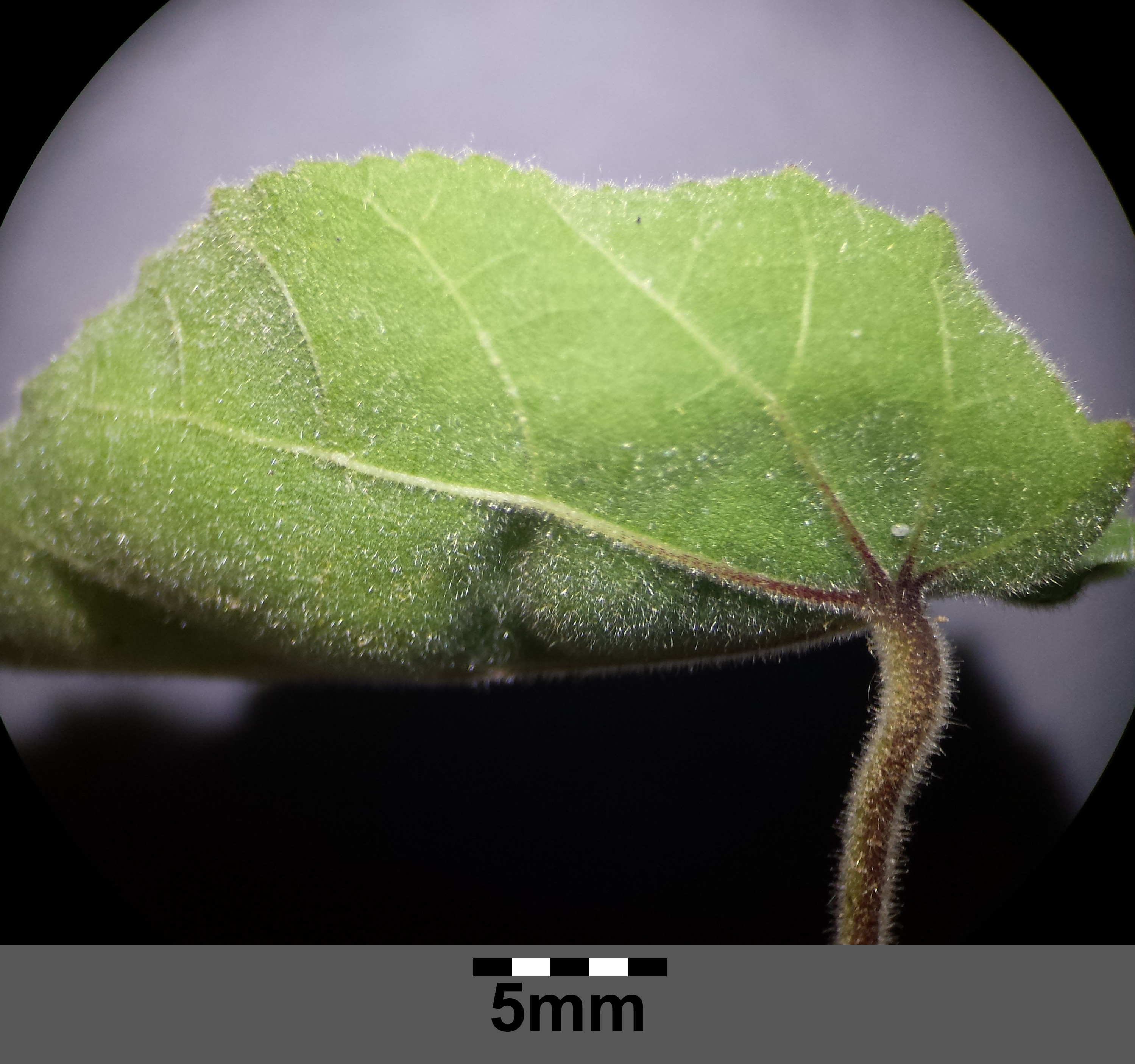
葉の裏面には毛が密生する
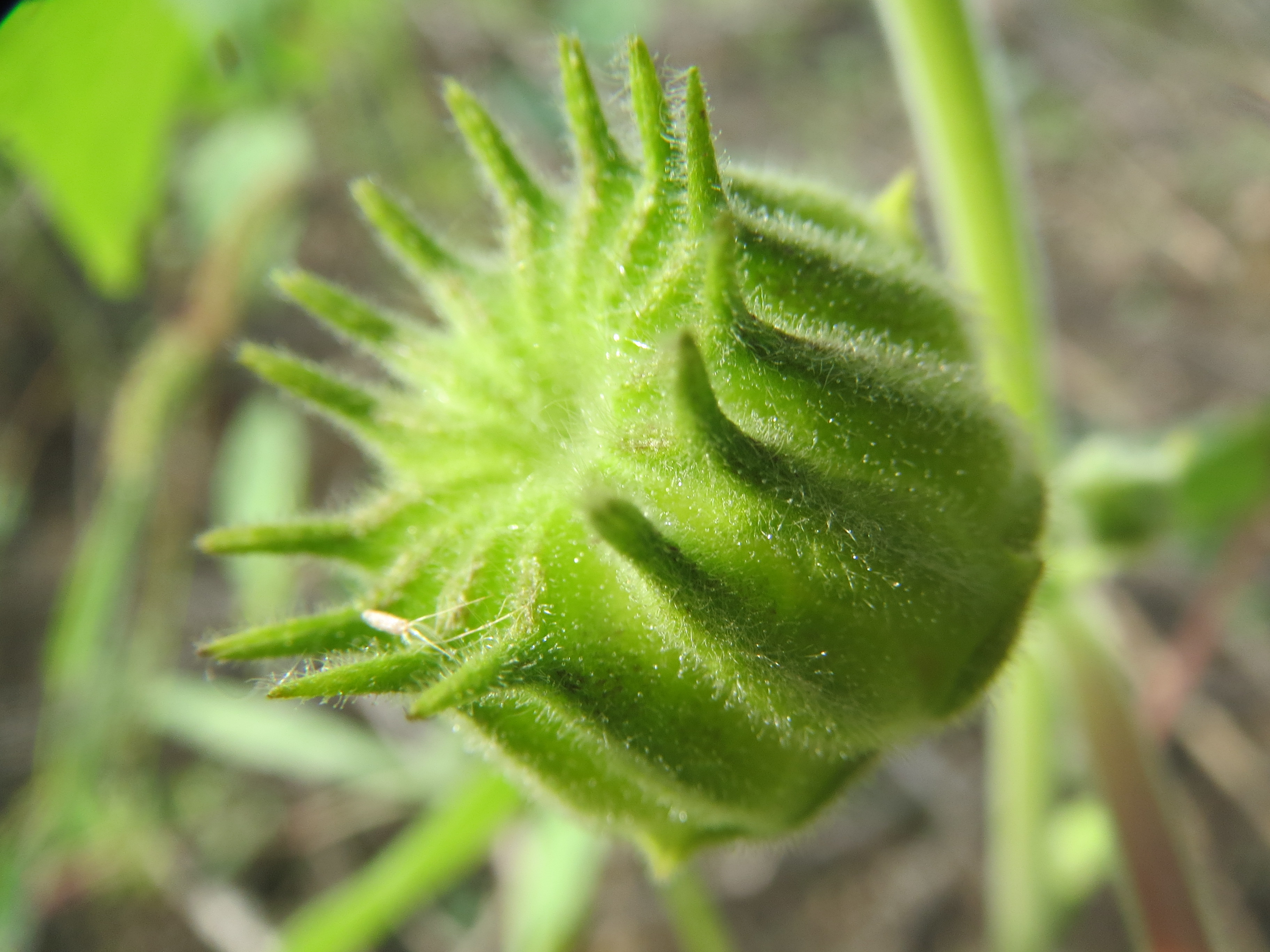
イチビの果実
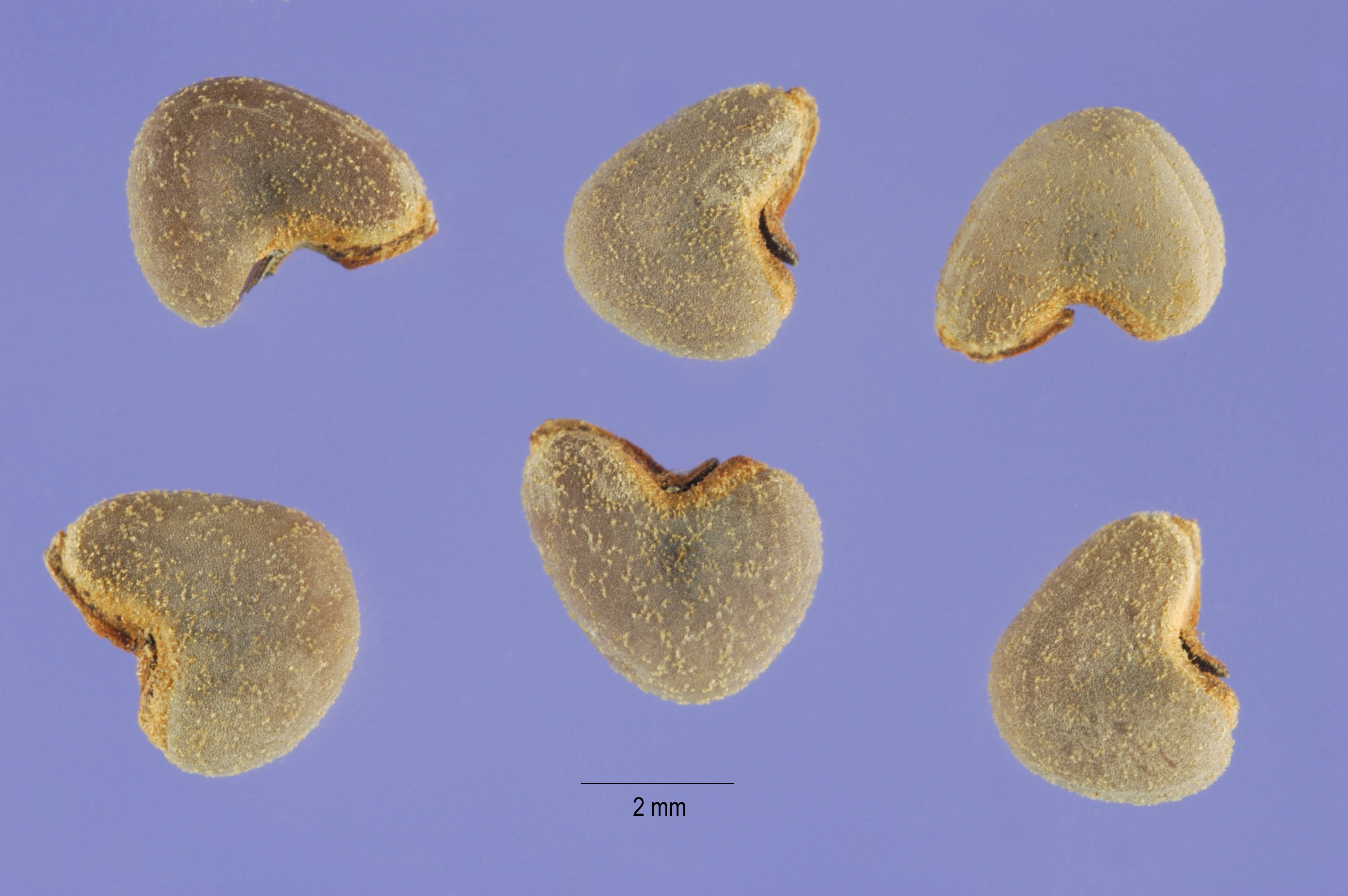
イチビの種子
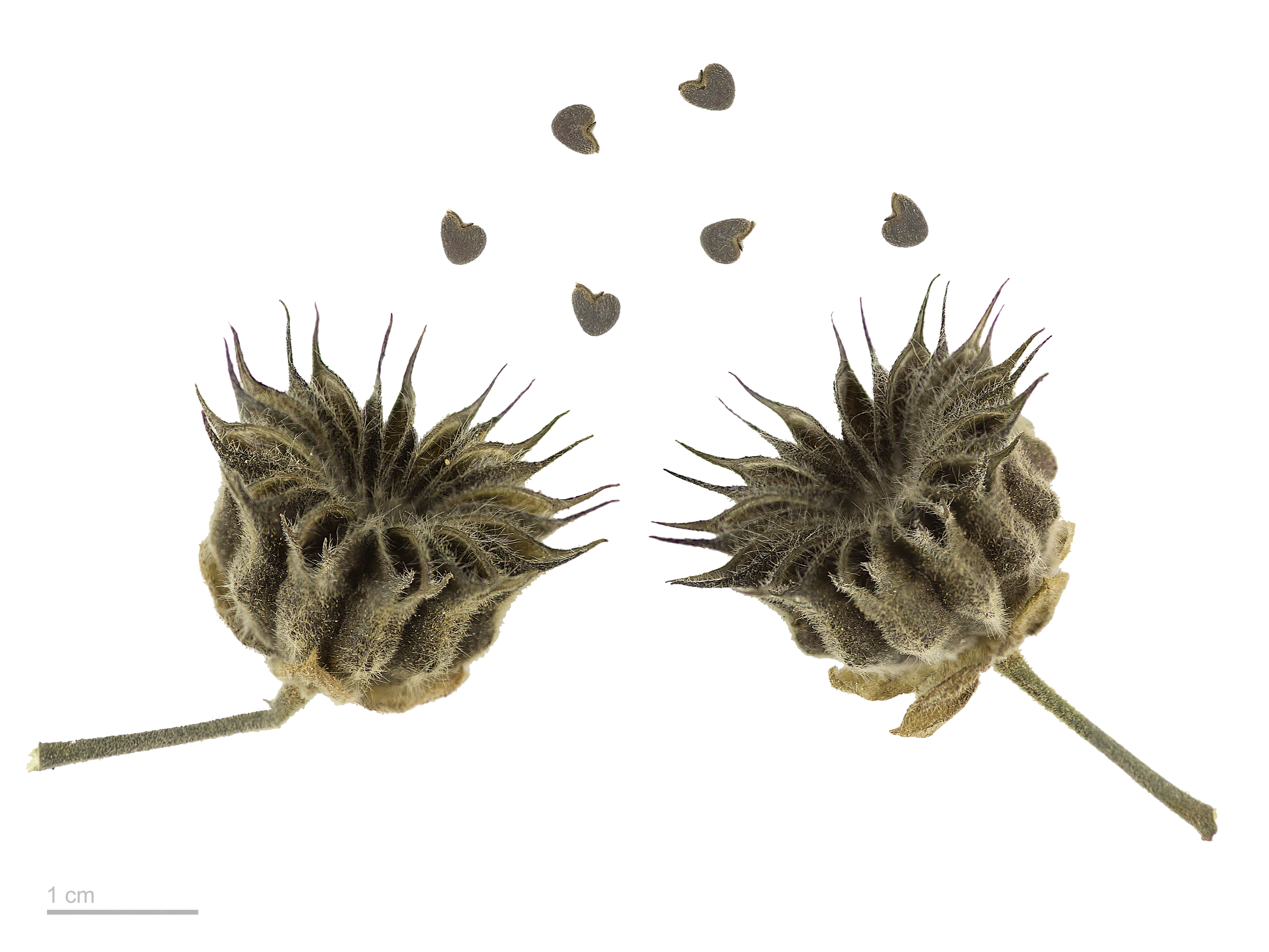
熟した蒴果と種子

## 利用
播種は春に行い、3～4か月で成熟する。収穫した茎を水に浸け、表皮の下の靭皮を取り出しこれを植物繊維として利用する。繊維は粗くもろいため、原産地のインドでは単独で用いられることはほとんどなく、ジュートの繊維に代用品として30％ほどを混ぜ込み、麻袋やロープの素材とする。くず繊維は製紙の際の混ぜ物に使われる。
日本でも同様に粗布や綱の素材として用いられ、貴族の警護を務める随身が脛の保護のため着用した莔麻脛巾（いちびはばき）などの名称が残る。古くなったイチビの繊維は細かく切り刻み、壁土に混ぜ込んでつなぎとする苆（すさ）として再利用された（莔麻苆、いちびずさ）。壁がよく締まり、苆の素材としては上等なものである。
繊維を取り去った後の外皮は莔麻稈（いちびがら）と呼ばれ、焼いて炭にし、たやすく着火するために火口（ほくち）として利用された。

## 名称
標準和名のイチビの由来は諸説あり判然としない。着火用の火口として利用されてきた歴史からウチビ（打火）、いち早く燃えるのでイチビ（痛火）、朝鮮語の 어저귀（カタカナ表記するなら「オヂォグウィ」に近い）に由来する説、イトキビ（糸黍）からの約転説などがある。漢字表記の「莔麻」は中国名であり、別名のひとつボウマはその日本語音読みである。キリアサ（桐麻）の別名は葉の形がキリに似ることから。利用法の歴史からホクチガラ（火口稈）の別名もある。ゴサイバ（御菜葉、五菜葉）の名称もあるが、アカメガシワもゴサイバの別名があるため混同に注意を要する。

## 外来種問題

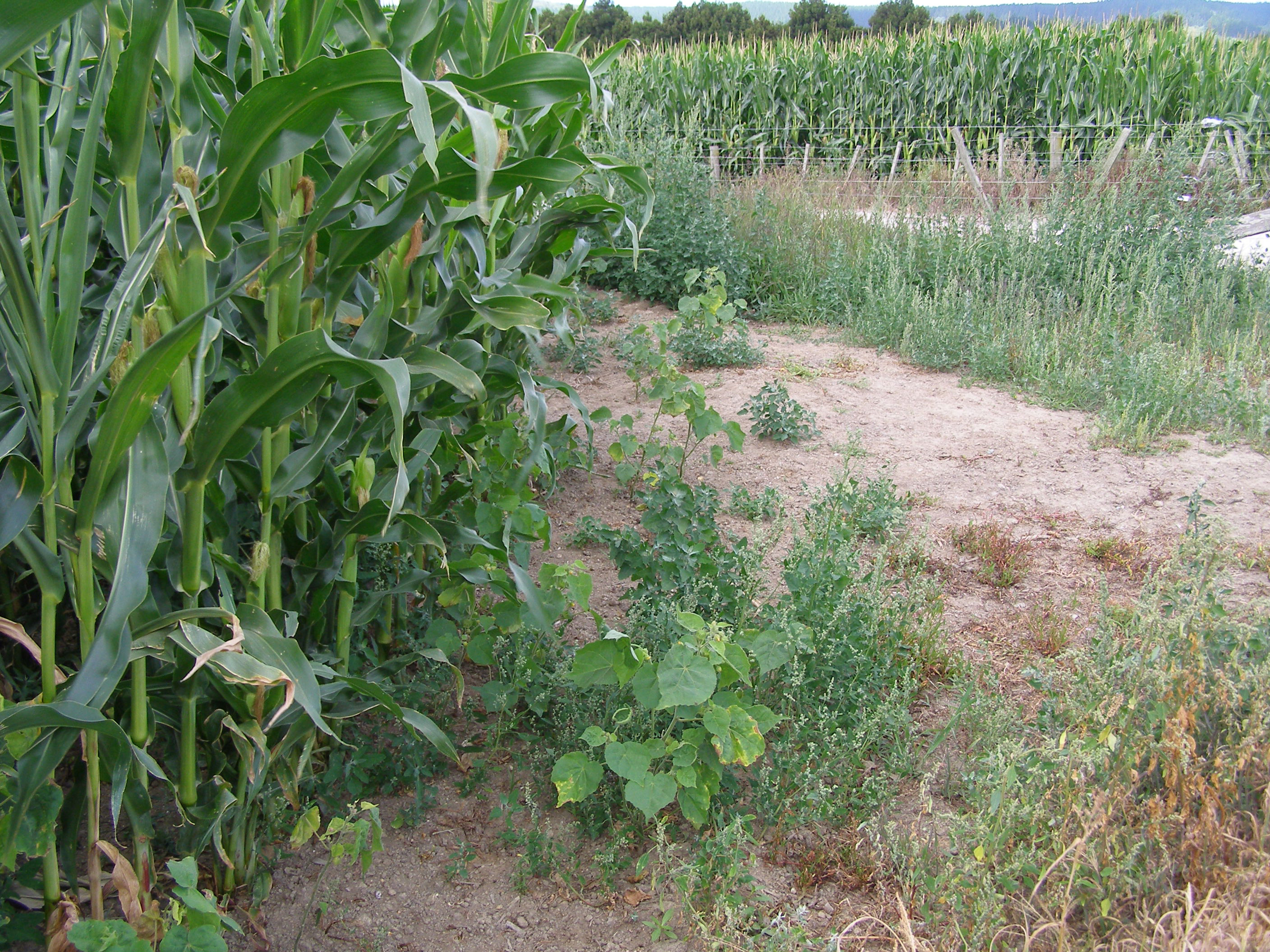
トウモロコシ畑に生えるイチビ

日本でも平安時代には既に栽培され江戸時代まで利用されていた。かつて栽培されたものは山村などで野生化しているのが見られるが、蒴果は黒くならず、開花期は遅くて短く、また分枝が少ないため種子生産量は多くならない。一方、近年畑や空き地の雑草として急に増えてきたタイプは、蒴果が黒くなり、開花期は早くて長く、分枝が多く一株から多くの種子を生産する。遺伝子マーカーによる解析でも両系統は遺伝的に遠いことが明らかとなっている。輸入飼料などに混じって最近侵入し、繁殖力が強いため短期間で増えたと考えられている。
トウモロコシやダイズなどの畑地や牧草地に繁茂し、作物と競合する上にアレロパシー作用を起こして収穫量を減少させる。また乳牛が誤って食したり飼料に多量に混入したりすると牛乳に異臭がつく。植物繊維に利用される強靭な茎を持っているため、畑に混じっていた場合収穫の際にハーベスターに詰まって作業を阻害するなどの影響もある。
防除方法としては、強靭な茎のため刈り取りはしづらく、抜き取り及び除草剤の散布による。一度イチビの定着を許した土壌は、地下の種子が何年も発芽能力を保持して数年に分けて発芽するため、長期的な防除を続けなければ根絶できない。
日本生態学会によって日本の侵略的外来種ワースト100に選定されている。環境省の定める要注意外来生物にも指定されていたが、同リストは2015年3月26日をもって廃止されており、新たに選定された生態系被害防止外来種には含まれていない。